# Sierra de Zapalinamé

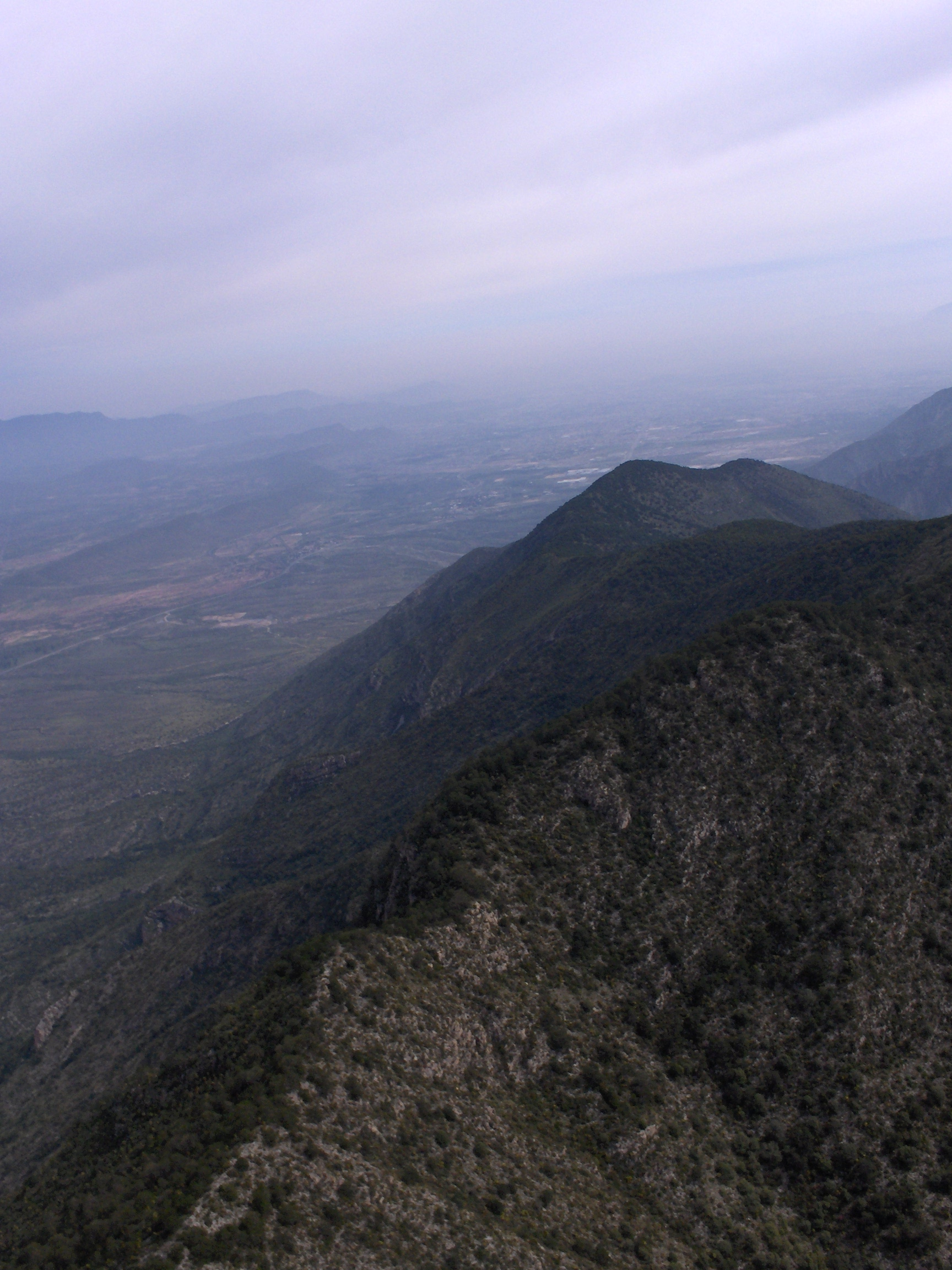
Cumbre La Encantada

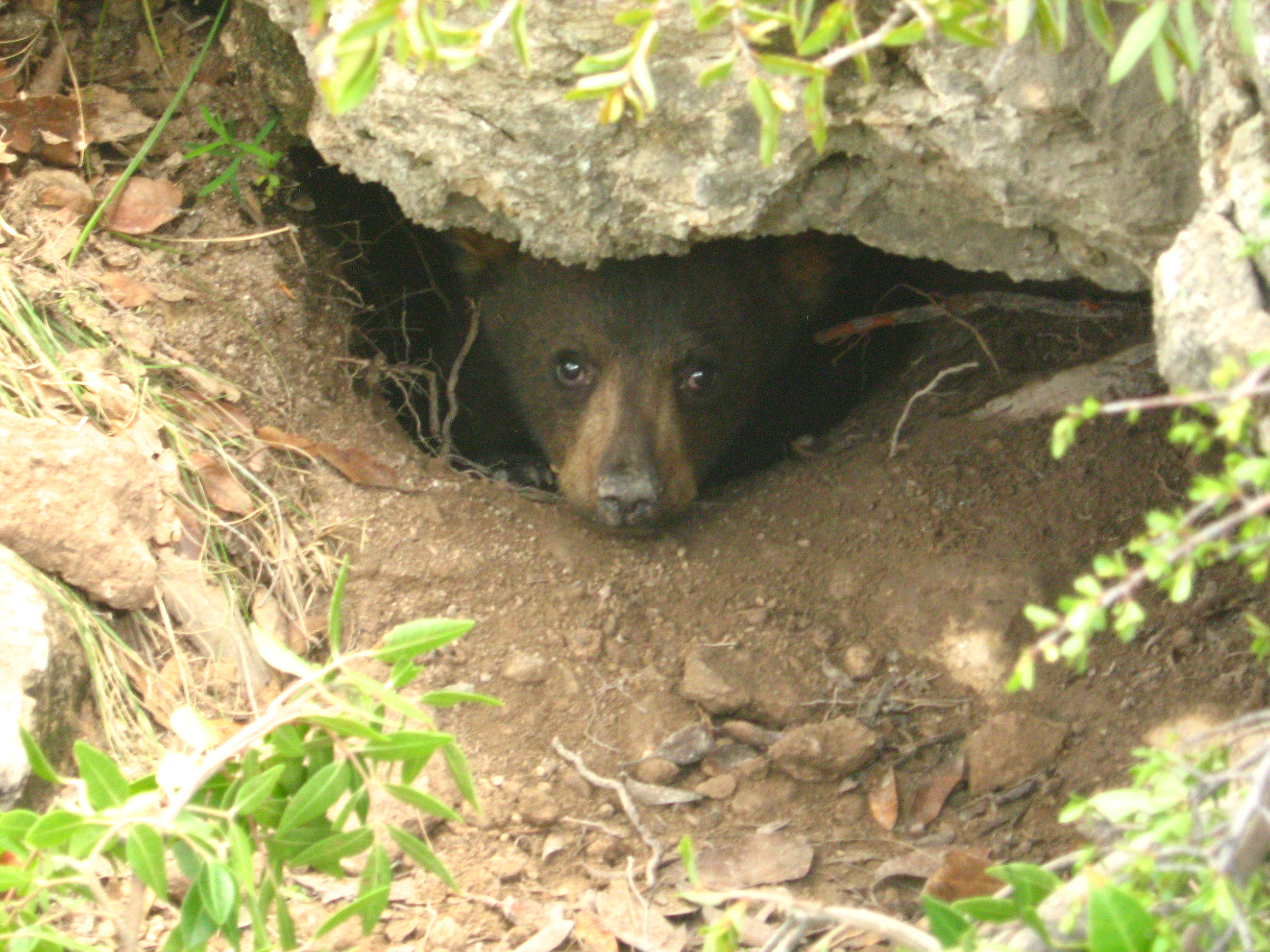
Cachorro de oso negro, Cañón de San Lorenzo

La sierra de Zapalinamé es una sierra en los municipios de Saltillo y Arteaga, estado de Coahuila, México; está conformada por 27 351,189 ha  de sierra y por  58 324,577 ha de valles intermontanos, dentro de la Zona sujeta a conservación ecológica Sierra de Zapalinamé y forma parte de la Sierra Madre Oriental; está representada en el escudo municipal de Arteaga.

## Características
El relieve está compuesto por sierras, bajadas, valles y llanuras; que fueron formadas entre el Jurásico Superior y el Cuaternario; las unidades de suelo dominantes son litosoles y rendzinas.
La mayor parte de la Sierra se encuentra en la Región Hidrológica Bravo-Conchos y una porción menor en la Región Hidrológica El Salado.  La infiltración del agua al subsuelo es intensa, permitiendo la formación de manantiales al pie de la sierra; además, los escurrimientos superficiales van de 10 a 50mm anuales.
Forma parte de la Región Biogeográfica Neártica, en la frontera de las ecorregiones Bosque de Pino-Encino de las Sierras Madres Oriental - Occidental y Desierto Chihuahuense; gracias a lo cual presenta cinco tipos de vegetación: Matorral Desértico Chihuahuense, Matorral Submontano, Bosque de Montaña, Zacatal, Vegetación Riparia, Subacuática y Acuática.

## Flora y fauna
Hasta el 2015 se han reportado 1476 especies, donde 892 especies son de flora, de ellas 10 especies son endémicas para el sureste del estado de Coahuila y 11 están en categoría de riesgo. Las restantes 584 especies corresponden a fauna, de ellas 238 especies son de aves,  entre las que destacan el Águila real Aquila chrysaetos Amenazada según la NORMA Oficial Mexicana NOM-059-SEMARNAT-2010 y considerada como el símbolo nacional, el Halcón peregrino Falco peregrinus Sujeta a Protección Especial, el cual es considerado el ave más veloz, muy apreciada por coleccionistas y por el uso excesivo de agroquímicos estuvo a punto de desaparecer y la Guacamaya enana Rhynchopsitta terrisi además de endémica de México, en Peligro de Extinción, también anida y se alimenta en los bosques de esta sierra.
Están documentadas 57 especies de mamíferos, entre los que destacan por su tamaño y por estar en listado como en Peligro de Extinción según la NOM-059-SEMARNAT-2010 el Oso negro Ursus americanus. En el caso de reptiles se cuenta con un total de 38 registradas, de las cuales 16 cuentan con alguna categoría de protección Según la Norma Oficial. Aunque en la sierra los ecosistemas acuáticos no son representativos, sus cuerpos de agua son muy importantes ya gracias a ellos se cuenta con 12 especies de peces y cinco de anfibios, entre los primeros destaca la Carpita de Saltillo Gila modesta, la cual es endémica de la región y catalogada como especie en Peligro de Extinción según la Norma Oficial.

## Aprovechamiento y conservación
Esta zona del país, fue habitada durante 12000 años por sociedades de recolectores-cazadores, las cuales empezaron a mermar desde la fundación de la Villa de Santiago de Saltillo en 1572, por parte de españoles y Tlaxcaltecas. Actualmente, 11 localidades dependen completamente de la Sierra, y dos más de manera parcial.  La tenencia de la tierra en esta zona es igualmente ejidal y privada. Las principales actividades realizadas por los pobladores son la agricultura de temporal y la ganadería extensiva, en tanto que los pobladores de las ciudades cercanas, la utilizan como área de esparcimiento y recreación, así como para practicar alpinismo y montañismo especialmente en el cañón de San Lorenzo donde existen más de 200 rutas de escalada de todos los grados de dificultad así como rutas para rapel y zonas proyecto para crear nuevas rutas.
Todo lo anterior es muestra de la riqueza, integridad y especificidad ecosistémica de la Sierra de Zapalinamé, que además son características representadas por su belleza paisajística, su potencial para la investigación, su importancia histórica y sus servicios ambientales que brinda especialmente a la ciudad de Saltillo.
De acuerdo a lo mencionado esta Sierra ha sido decretada por el Gobierno del Estado de Coahuila, como zona sujeta a conservación ecológica el 15 de octubre de 1996, con la intención de evitar graves daños al sitio y de generar acciones de recuperación y restablecimiento de los procesos naturales. Modificándose esta categoría el 13 de octubre del 2017 a Reserva Natural Estatal, esto debido a cambios en la Ley del Equilibrio Ecológico y la Protección al Ambiente del Estado de Coahuila de Zaragoz (enlace roto disponible en Internet Archive; véase el historial, la primera versión y la última). a. 
Siendo el principal motivo del decreto, el que la Sierra de Zapalinamé capta agua y la introduce en los mantos freáticos, lo que hace del agua es uno de los principales objetos de conservación del área, elemento que no solo interesa por su cantidad,  calidad y disponibilidad; sino por ser un indicador de la situación ecológica actual del lugar y de los sitios aledaños.  Adquiriendo especial relevancia por ser el agua, un tema de seguridad nacional para México, por lo que debe considerarse que la protección de este recurso no es meramente específico de un elemento, sino de todos los elementos con que interactúa, de las relaciones entre ellos y de los resultados de esto, que son conocidos como servicios ambientales.